# Nawaratna (poeci)
Nawaratna (Dziewięć klejnotów) – zbiorowe określenie dla dziewięciu indyjskich poetów tworzących w sanskrycie, którzy byli dworzanami radży wikramaditi. Nawaratna to tradycyjnie następujące postacie:
1. Dhanwantari
2. Kszapanaka
3. Amarasinha
4. Śanku
5. Wetalabhatta
6. Ghatakarpara
7. Kalidasa
8. Warahamihra
9. Waraući